# Centrum (wijk in Den Haag)
Centrum is de wijk die het hart van Den Haag vormt. Het is ook het oudste deel van Den Haag als stad. Hier bevinden zich onder meer het Binnenhof met de Ridderzaal, het stadhuis en Paleis Noordeinde. De wijk ligt in het gelijknamige Stadsdeel Centrum. Het aantal inwoners is tussen 2013 en 2019 met 10% gestegen van 17.995 tot 19.855. Op 1 januari 2021 telde de wijk 20.804 inwoners.
De wijk grenst aan de wijken Stationsbuurt, Schilderswijk, Regentessekwartier, Zeeheldenkwartier, Willemspark en Haagse Bos.

## Indeling

### Buurten
De wijk wordt door het CBS, de Overheid en de Gemeente Den Haag onderverdeeld in vier buurten:
- Kortenbos (Buurt 11)
- Voorhout (Buurt 12)
- Uilebomen (Buurt 13)
- Zuidwal (Buurt 14)

### Oude Centrum
De naam Oude Centrum wordt in de praktijk vaak gebruikt voor dat deel van het Haagse stadscentrum dat niet bestaat uit de grote bouwprojecten van na de Tweede Wereldoorlog en waarvan nog vele gebouwen in (gedeeltelijk) oorspronkelijke staat zijn. Het oude centrum is dat gedeelte van het centrum dat ontstaan is uit de activiteiten van de graven van Holland en later de Nederlandse overheid.

### Nieuw Centrum
De benaming Den Haag Nieuw Centrum wordt als gemeentelijke slogan gebruikt en daarmee wordt een aantal dingen bedoeld:
- De grootschalige vernieuwingen rond station Den Haag Centraal;
- De afgeronde nieuwe woonwijk De Resident;
- Het Spuiplein;
- Kleinschaligere vernieuwing zoals het bouwplan Spuimarkt, vernieuwing van de Markthof e.o.;
- De ondergrondse tramlijnen en RandstadRail onder de Grote Marktstraat: het ‘Souterrain’.

### Singelgracht
Het centrum van Den Haag is uit historische oogpunt dat deel van de stad dat binnen de oorspronkelijke grachtengordel ligt. De loop is als volgt: Prinsessegracht – Houtweg – Hooikade - Mauritskade – Scheveningse Veer – Hogewal – Prinsessewal – Noordwal – Noordwest Buitensingel - Lijnbaan – Buitenom – Zuidwal – Dunne Bierkade – Bierkade – Uilebomen – Zwarteweg. Deze grachtengordel is voor het grootste deel nog intact. Het ís mogelijk – zij het met een zeer platte en lage schuit – helemaal rond te varen. Men kan rondvaarten maken vanaf het havenkantoortje aan de Bierkade of zelf een kano huren.
In de laatste jaren is vaak geopperd om gedempte grachten weer uit te graven, bijvoorbeeld de Brouwersgracht en de Prinsegracht. Daarvan is echter niets gekomen, om redenen van financiële en politieke haalbaarheid. Wel is in 2015 de gracht bij de Veenkade voor de paleistuin ontkluisd, dit in combinatie met de aanleg van een ondergrondse parkeergarage.

## Onderdelen van het oude centrum van Den Haag

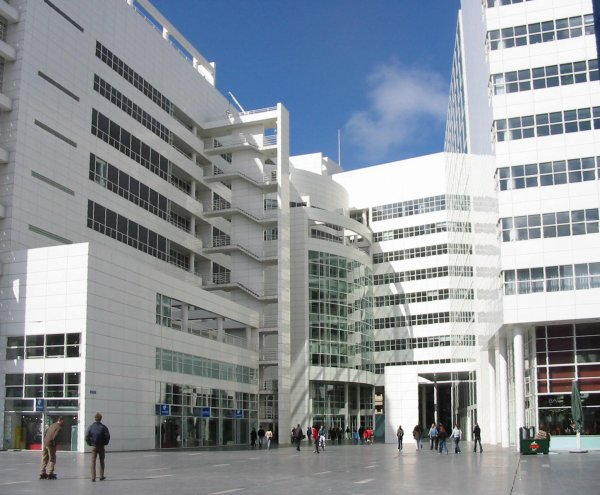
Het stadhuis, bijgenaamd "Het IJspaleis"

Het oude centrum van Den Haag is, net als de stad als geheel, globaal in te delen als 'zand en veen'. Deze typisch Haagse indeling, waar de gemeente Den Haag fel tegen strijdt, vat de aloude sociaal-economische tegenstelling in de stad zeer beknopt samen.
Dit gedeelte bestaat uit een 'chic' gedeelte (het 'zand') en een gedeelte dat men in de 16de eeuw een achterbuurt noemde (het 'veen').
De naamgeving van straten, stegen, lanen en laantjes is typerend voor deze indeling. In het 'chique' gedeelte herkent men namen als Lange Voorhout, Lange Vijverberg, Tournooiveld, Prinsestraat en Noordeinde.
In het andere gedeelte vinden we Spui, Gortstraat, Achterom, Vlamingstraat, Kalvermarkt, Varkenmarkt en Riviervismarkt.
Daarnaast treft men op het 'veen' een aantal pogingen van het stadsbestuur uit vroeger tijden aan om dit gedeelte een betere uitstraling te geven. Een typerend voorbeeld is de Prinsegracht. Deze gracht is ontworpen naar het voorbeeld van de Amsterdamse Herengracht, en er staan ook verschillende herenhuizen en andere belangrijke gebouwen. Maar naarmate de bouw vorderde werd de architectuur steeds gewoner en aan het einde van de gracht staan de herenhuizen tegenover een rij negentiende-eeuwse arbeidershuisjes.
In het 'chique' gedeelte van de stad treft men de bezienswaardigheden aan die ook vroeger al bij buitenlandse bezoekers tot de verbeelding spraken.
Bekend zijn:
- de Koninklijke Schouwburg
- het Lange Voorhout
- het Paleis Noordeinde
- het Binnenhof
- de Vijverberg en de Hofvijver
- de Kloosterkerk
- het Mauritshuis

Op de scheiding van zand en veen staan de gotische Grote- of St. Jacobskerk en het zestiende-eeuwse stadhuis van Den Haag, beide architectonisch interessant.
Meer recente toevoegingen – in de 20e eeuw ontstonden enkele hoogstandjes zoals het nieuwe Stadhuis – behoren feitelijk niet meer tot het oude centrum, maar tot ‘Den Haag Nieuw Centrum’.

## Sociaal-economische indeling
De sociaal-economische scheiding van Den Haag is van alle tijden en komt ook tot uiting in de geschiedenis van het oude centrum.
Was het ‘chique’ gedeelte het centrum van de regerende macht – in Holland, in de Zeven Provinciën, in de Republiek en tot op de dag van vandaag – dan was het gewone gedeelte het gedeelte van het werkvolk en de Joden die in veelal erbarmelijke omstandigheden tot ver in de 20e eeuw waren gehuisvest.
Veel oude bebouwing in het oude centrum was tot ver in de 20e eeuw niet op de riolering aangesloten en er was geen gezond drinkwater.
Al in de eeuwen van pestepidemieën hield deze ziekte in dit stadsgedeelte keer op keer huis, en daarvan kreeg de (vermeend) Joodse bevolkingsgroep de schuld.
Toen de stad groter werd, vooral vanaf 1890, ontstonden ‘chique’ gedeeltes ten noorden en westen van het oude centrum. Voorbeelden hiervan zijn de wijken Duinoord; het Statenkwartier en de Archipelbuurt. Deze zijn merendeels op zandwallen gebouwd.
Vanaf die periode ontstonden goedkope huurwoningen van slechte en massale kwaliteit ‘op het veen’ zoals de Schilderswijk.

## Verkeer en vervoer
In 1864 was de eerste paardentramlijn van de Benelux gaan rijden in Den Haag. In het centrum reed deze via Parkstraat, Kneuterdijk en Lange Vijverberg. Vanaf 1880 reden er ook paardentrams dóór het Binnenhof. Dit was omdat de Gevangenpoort te klein was. 
Tot de periode rond 1900 en de invoering van de elektrische tram was het oude centrum een verzameling van stegen, slopjes, hofjes, smalle straten en grachtjes. Alleen rond het Lange Voorhout trof men bredere en grotere straten aan. Het Plein werd het knooppunt van paardentrams en later elektrische trams. 
De woningen waren van slechte kwaliteit en de hygiëne was, zelfs voor de maatstaven van toen, bedreigend voor de gezondheid.
Met de toename van het particuliere verkeer en de wens van de HTM (de Haagse Tramwegmaatschappij) om in de binnenstad meer (verkeers)ruimte te maken, begon de gemeente vanaf 1915 geleidelijk verbeteringen in de bereikbaarheid en doorstroming aan te brengen. Een proces dat tot op heden nog niet afgerond is.
In de jaren twintig en dertig werd de basis gelegd voor het huidige stratenpatroon. Deze zogenaamde ‘verkeersdoorbraken’ leverden de volgende veranderingen in het stadsbeeld op:
- Een doorbraak tussen de Prinsegracht en de St. Jacobskerk: de Jan Hendrikstraat;
- Een doorbraak tussen de St. Jacobskerk en de Noordwal: de Torenstraat (ter ontlasting van de smalle Prinsestraat waar de tram – lijn 3 – doorheen reed);
- Een doorbraak tussen de Noordwal en de Elandstraat: de Vondelstraat.
- Een doorbraak tussen het eind van het Spui en het Buitenhof: de Hofweg (waardoor de tramlijnen niet meer over het Plein hoefden te rijden);
- Een doorbraak tussen het Buitenhof en de Kneuterdijk: de Vijverdam (waardoor de tramlijnen vanaf 1924 niet meer door het Binnenhof hoefden te rijden);
- Een doorbraak tussen de Grote Markt en het Spui: de Grote Marktstraat (waardoor enkele tramlijnen diverse (zeer) smalle straten tussen Brouwersgracht en Spui konden verlaten)(onder andere de Herderstraat);
- Een doorbraak tussen de Wijnhaven en het Spui: de verbrede Kalvermarkt. Hierdoor kon, in aansluiting op de gebouwde Grote Marktstraat een doorgaande route naar het Bezuidenhout ontstaan en werden tramlijnen aangelegd over dit gedeelte en de Fluwelen Burgwal, in plaats van de route Lange Poten-Plein-Korte Poten (terug via de krappe Heerenstraat).

Na de Tweede Wereldoorlog werden plannen gemaakt om het oude centrum rigoureus klaar te maken voor de moderne tijd en er kwamen nog meer verkeersdoorbraken van de gemeentelijke tekentafel. Deze pro-auto houding leverde onder meer het Prins Bernhard-viaduct op. Aansluitend daarop zou dwars door de Amsterdamse en Stille Veerkade en de te slopen Boekhorststraat een nieuw aan te leggen vierstrooksweg op de Prinsegracht moeten uitkomen. Deze Dwarsweg is slechts voor een klein deel aangelegd. Door protesten is de verdere uitvoering tegengehouden en het al aangelegde deel is weer opgebroken. Ook de aanleg van de Utrechtsebaan is een uitvloeisel van de gedachte dat alleen ruim baan voor de auto zou kunnen zorgen voor een bereikbaar centrum.

### Revitalisatie
Enerzijds doordat deze plannen hoge kosten met zich meebrachten en anderzijds ook door het ontbreken van maatschappelijk draagvlak werd vanaf de jaren tachtig met het oude centrum een andere koers gevaren. Panden werden niet gesloopt, maar opgeknapt en het openbaar vervoer werd gerevitaliseerd.
De gemeentelijke slogan ‘Den Haag bruist!’ – als reactie werd daar door vele burgers in plat Haags ‘De Haag bruis nie, ze gis’ (‘Den Haag bruist niet, het gist’) van gemaakt – werd in het leven geroepen om de binnenstad levendiger en aantrekkelijker als uitgaansgebied te maken. Ook werden meer en meer woningen gebouwd.
Dit uitte zich in de volgende veranderingen:
- Er kwamen centrale uitgaansgebieden die ook een positieve uitstraling hadden op jongeren: Plein, Grote Markt en Buitenhof – Grote Kerk;
- Verloederde en ongure uitgaansgebieden werden ontmoedigd en kregen geen horecavergunningen meer: Herengracht;
- Verbouwing van de bioscoop Pathé Buitenhof, en bouw van de bioscoop Pathé Spuimarkt;
- De bouw van een nieuwe zaal voor het Residentie Orkest en het Nederlands Danstheater.

In het jaar 2009 heeft de gemeente het ‘Verkeerscirculatieplan’ ingevoerd, wat inhoudt dat doorgaand autoverkeer in het oude centrum niet meer mogelijk is, maar om via de CentrumRing geleid wordt. Er zijn pollers geplaatst. Bezoekers van de binnenstad kunnen nog wel bij de garages komen.

### De Kern Gezond
Eind jaren 1980 introduceerde de gemeente Den Haag het ambitieuze plan ‘De Kern Gezond’. De bedoelingen van dit plan waren, door de herinrichting en herbestrating van de meeste straten in het oude centrum, een prettiger verblijfsklimaat voor voetgangers te creëren. Anderzijds kreeg het openbaar vervoer meer ruimte en de automobilist minder, waarbij alle straten in het centrum opnieuw worden ingericht met minder (parkeer)ruimte voor auto’s. Het plan vindt anno 2015 nog steeds gevolg en vele straten hebben een nieuw aanzicht gekregen.
Belangrijke pijlers van het gemeentelijk plan zijn:
- Consequente toepassing van een mangaanklinker als bestrating;
- Vereenvoudigen van straatmeubilair zoals verlichting, fietsbeugels en borden, om een rustiger straatbeeld te creëren;
- Zo veel mogelijk fietsvoorzieningen en -paden apart van autoverkeer;
- Aanplanten van meer bomen.

Nadelen van het plan zijn:
- Eentonigheid;
- Forse onderhoudskosten.

Na een aantal jaren klonken over ‘De Kern Gezond’ meer en meer kritische geluiden. Men meende zich in de uitstraling van de mangaanklinker te hebben vergist en er werd voor meer variatie gepleit. Het straatbeeld heeft door de consequentie toepassing van de klinker een eentonige uitstraling.
Meer recent zijn in herinrichtingsplannen variaties aangebracht. Dit is bijvoorbeeld rond de Grote of St. Jacobskerk toegepast. Daar zijn gladde, onregelmatige kinderkopjes gebruikt die overigens weer veel kritiek van de Fietsersbond hebben gekregen.
Aan ‘De Kern Gezond’ zijn forse onderhoudskosten verbonden. Door verzakking van deze kwetsbare vorm van bestrating en het onprofessioneel herleggen van delen die opengebroken zijn geweest, ontstaan kuilen en bulten in het wegdek.
Er is een toename van onkruid langs panden en tussen de klinkers, vuil hoopt zich op en de klinkers maken vaak een morsige indruk.
Het rustiger maken van het straatbeeld is – ook door toedoen van de burgers – tot spijt van de gemeentelijke instanties niet gelukt. Enerzijds is er tóch een overvloed aan verkeersborden en aanwijsbordjes gekomen, anderzijds wordt de rommeligheid veroorzaakt door fietsbeugels en vuilnis.

## Architectuur
In Den Haag treft men in het Oude Centrum, vele architectonische hoogstandjes (in willekeurige volgorde) aan:
- Grote delen van de intacte grachtengordel: Bierkade, Dunne Bierkade, Houtweg en Hooikade;
- Diverse paleizen: Paleis Noordeinde - Paleis Lange Voorhout - Paleis Kneuterdijk - Huis Huguetan;
- Het Mauritshuis (Korte Vijverberg);
- Gevangenpoort;
- Binnenhof (Ridderzaal);
- De aanbouw van de Tweede Kamer der Staten-Generaal (Hofweg/Lange Poten);
- Buurtschap 2005: Lange Voorhout met diens voormalige koetshuizen in de Kazernestraat en met de Kloosterkerk, Denneweg, theater PePijn;
- De Passage;
- De Bijenkorf (Grote Marktstraat);
- Het oude stadhuis (Groenmarkt);
- Het Berlage-gebouw (Prinsestraat);
- Koninklijke Schouwburg;
- De Nieuwe Kerk;
- Juffrouw Idastraat & Oude Molstraat;
- Diverse hofjes: Hofje van Nieuwkoop – Wouwhofje – Damhofje & Heilige-Geesthofje;
- Het gebouw ‘de Volharding’ (Grote Markt);

Er zijn echter ook plekken en gebouwen die geen positieve indruk achterlaten. Bij de Nederlandse publieksprijzen, bijvoorbeeld ‘de Beuk Bokaal’ voor het 'lelijkste gebouw van Nederland’, worden Haagse gebouwen veelvuldig genomineerd:
- Het gebouw van Zeeman in de Grote Marktstraat;
- Het voormalige gebouw van Kwantum op de Grote Markt;
- De (voormalige) Amerikaanse ambassade op het Korte Voorhout;
- De noordwestelijke hoek van het Buitenhof;
- De parkeergarage op de Amsterdamse Veerkade;
- Het MCH Westeinde ziekenhuis;
- Het ministerie van Financiën.

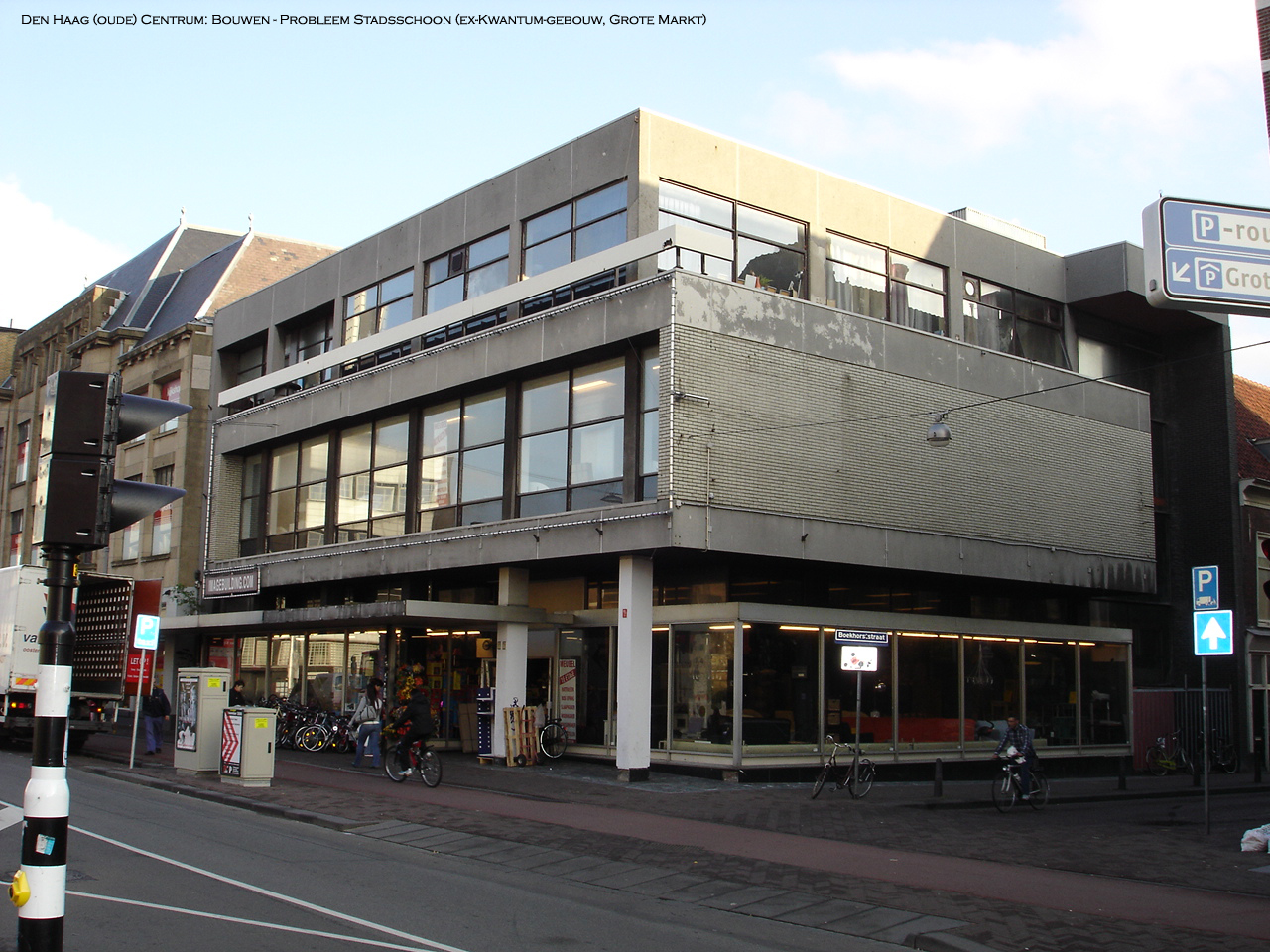
Bouwen - probleem inpassen van gebouw in relatie tot omgeving - voormalig Kwantum-gebouw aan de Grote Markt
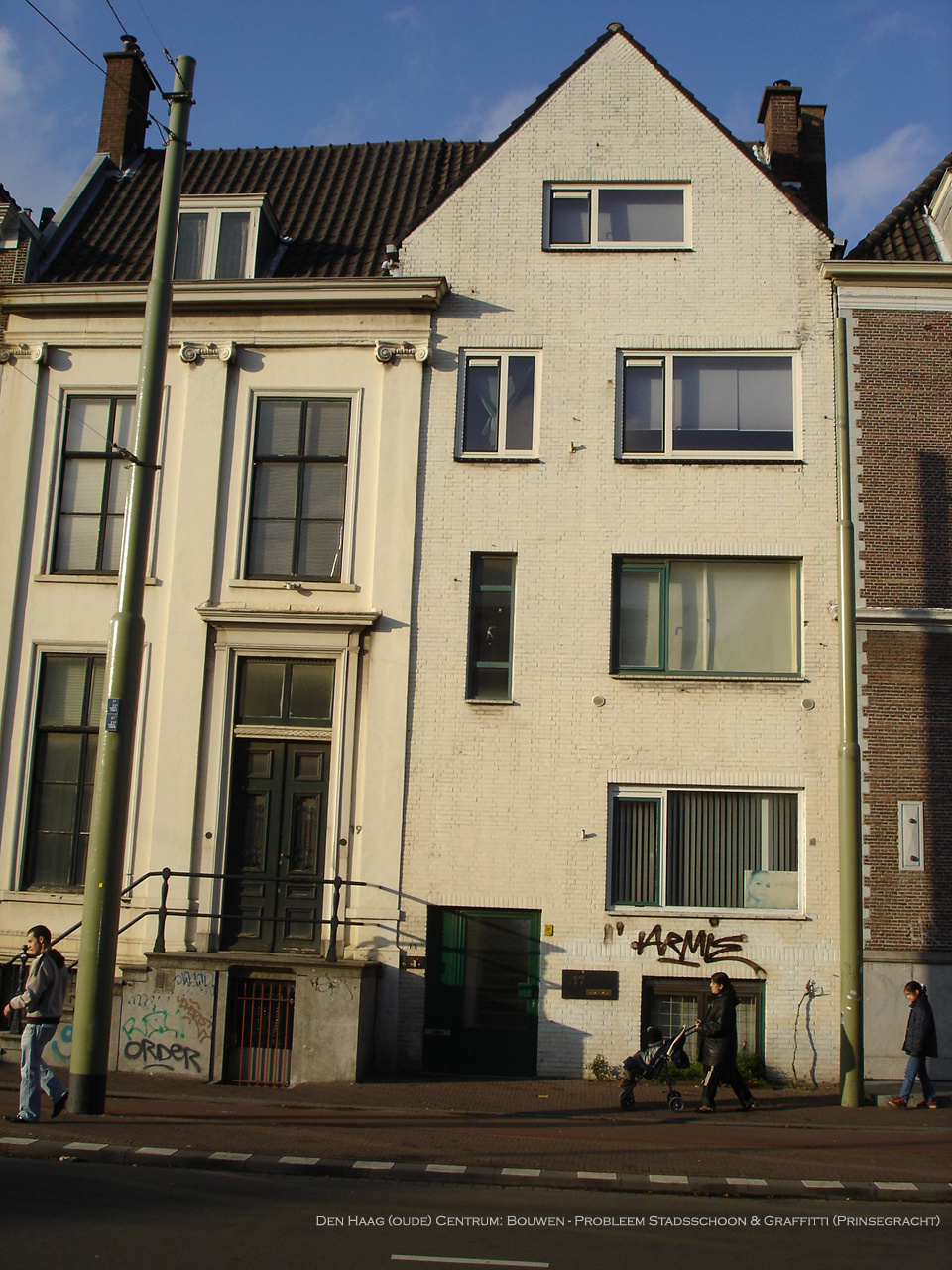
Bouwen - probleem stadsschoon, graffiti en negeren van omgeving
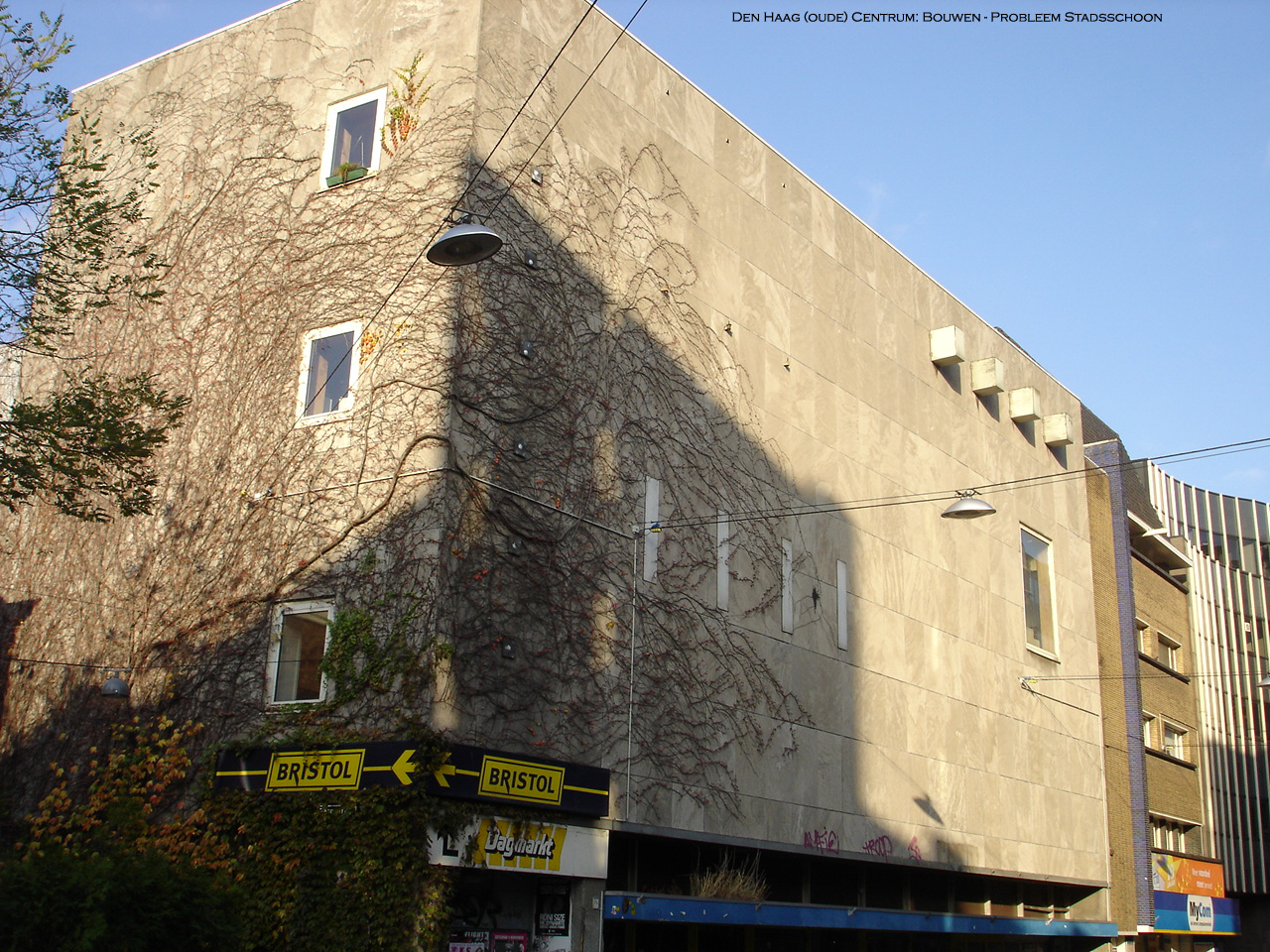
Bouwen - probleem onderhoud, relatie met omgeving en stadsschoon
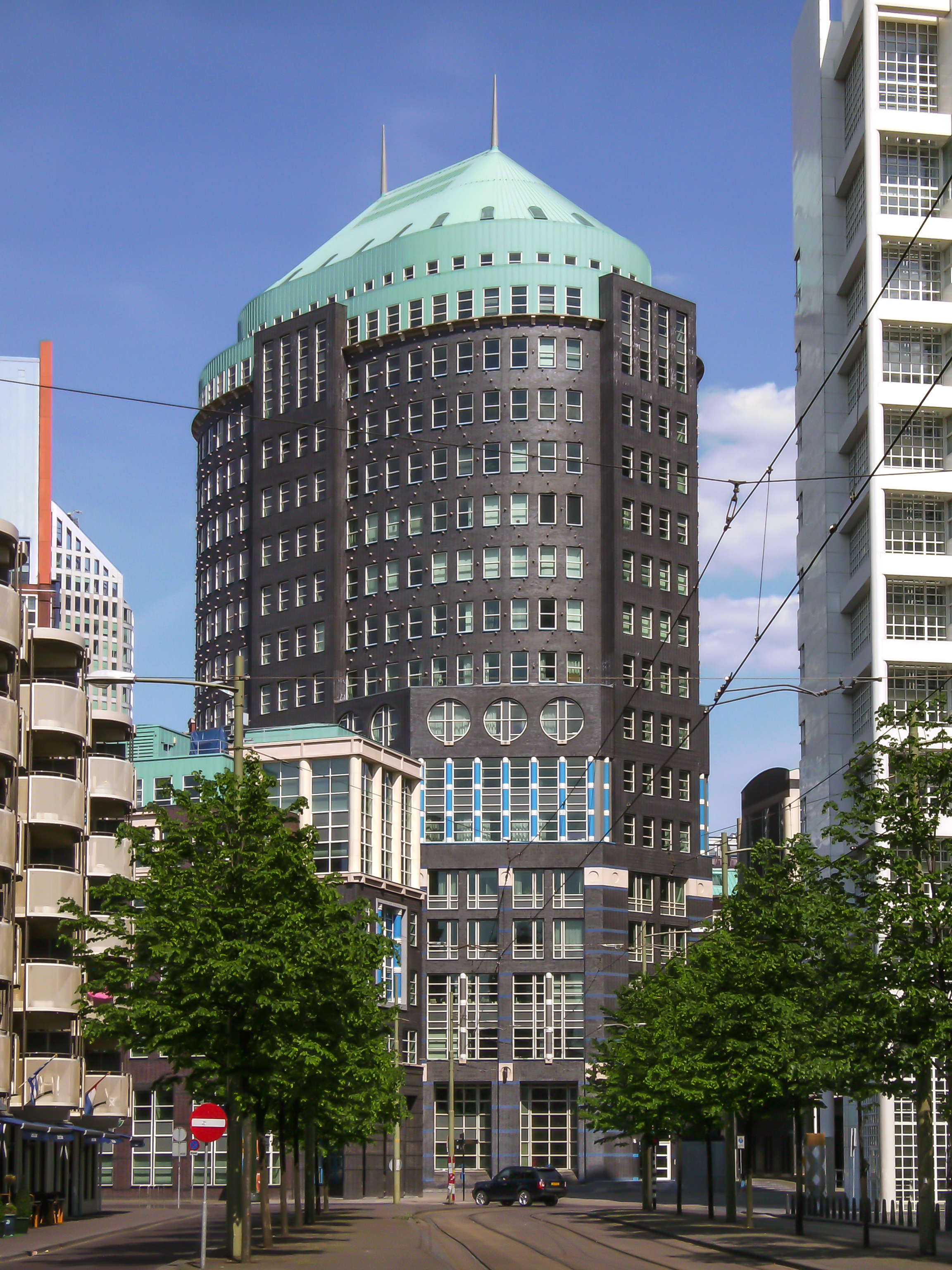
Architectuur - Muzentoren (2000)
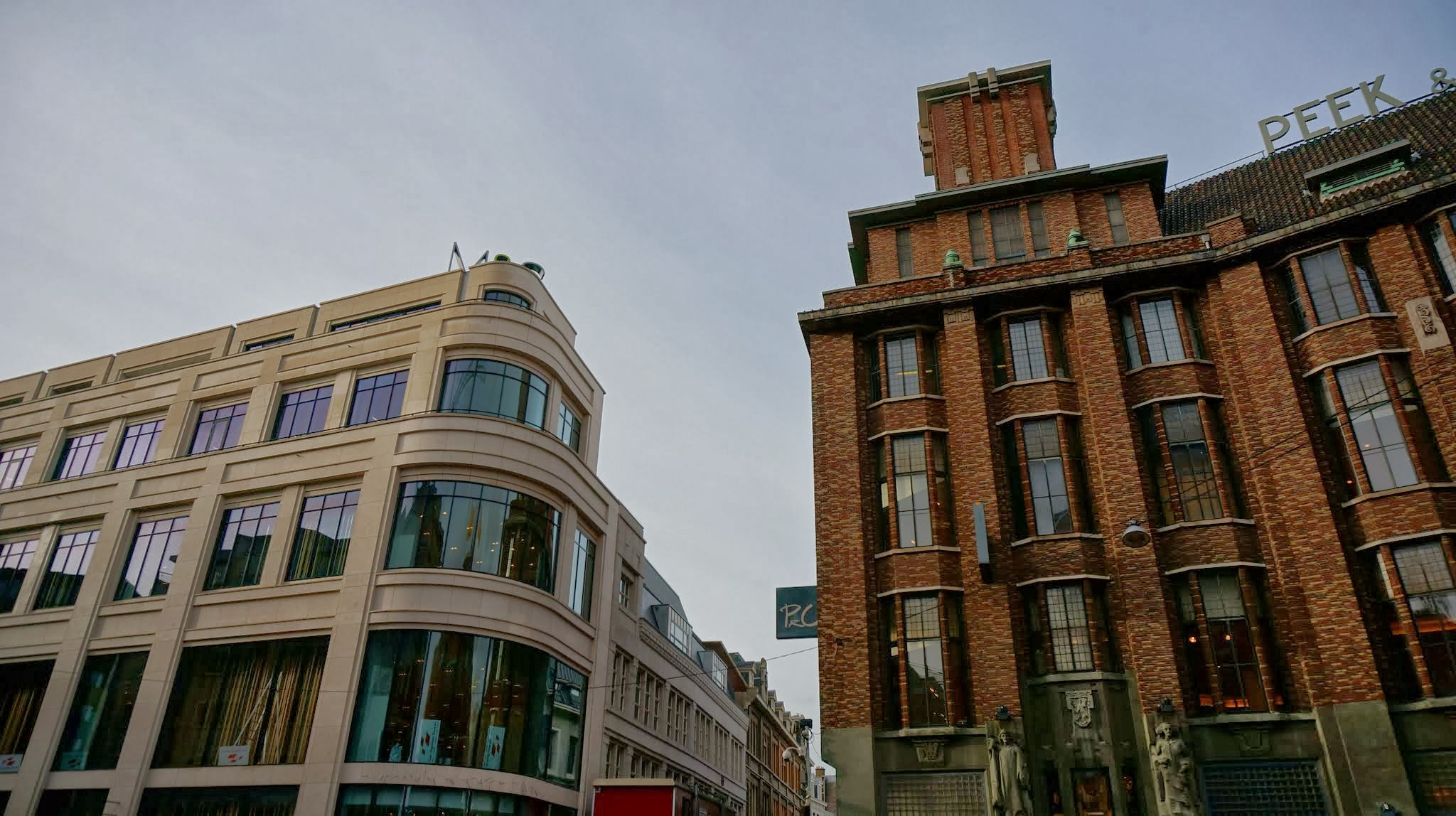
Architectuur - gebouw de Markies en P&C gebouw
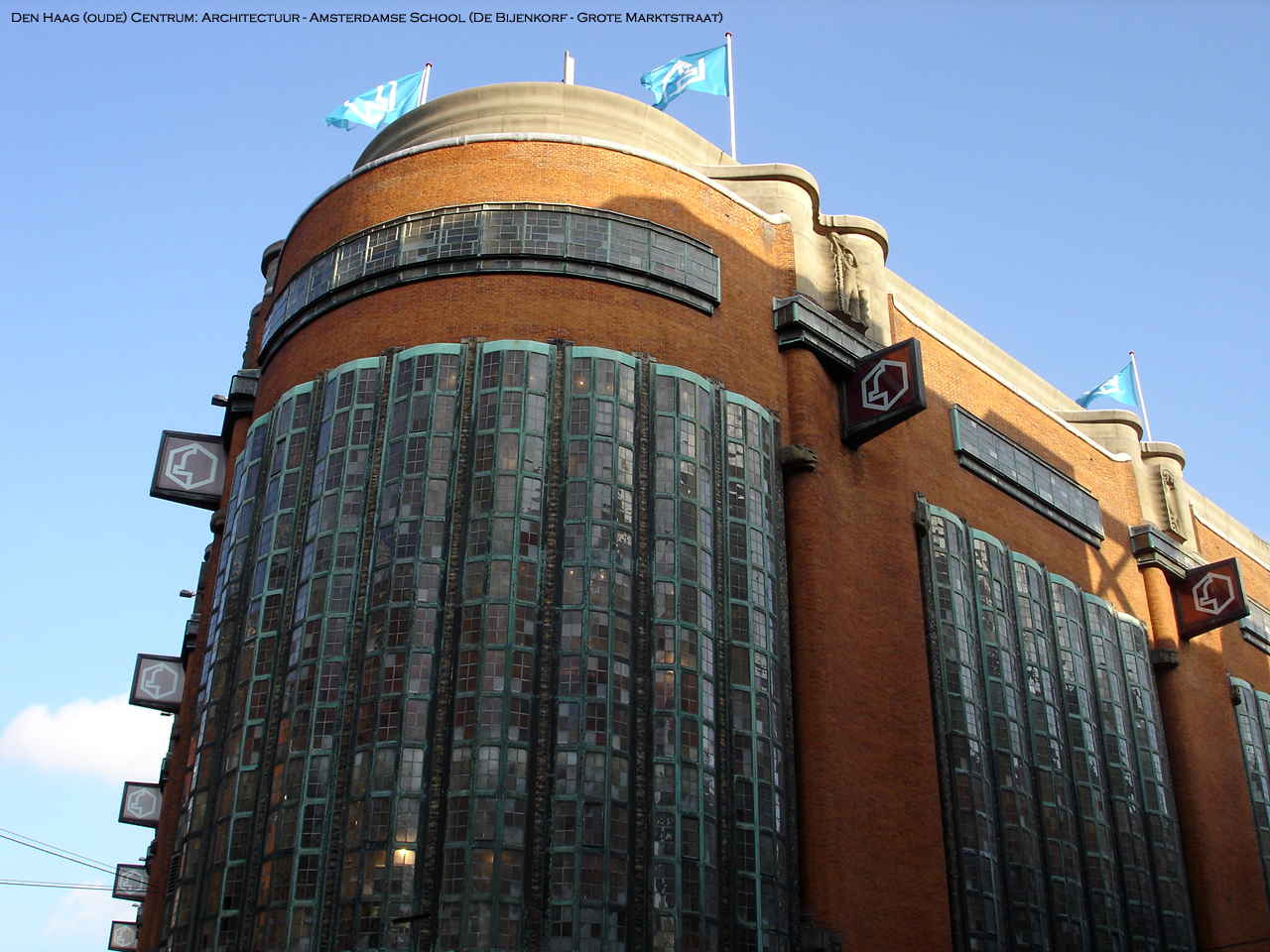
Architectuur - Amsterdamse School - Bijenkorf
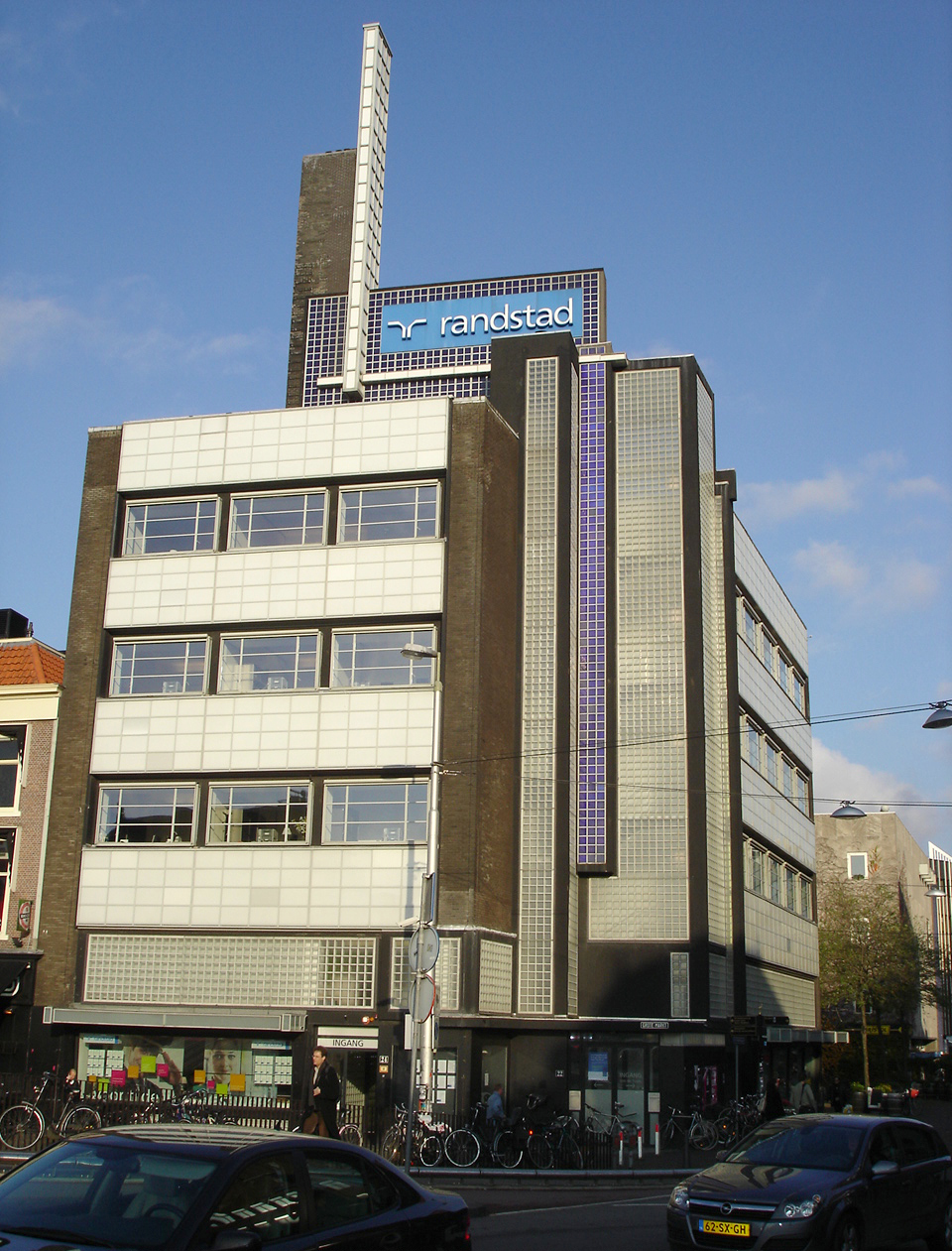
Architectuur - De Nieuwe Zakelijkheid - Gebouw 'de Volharding'
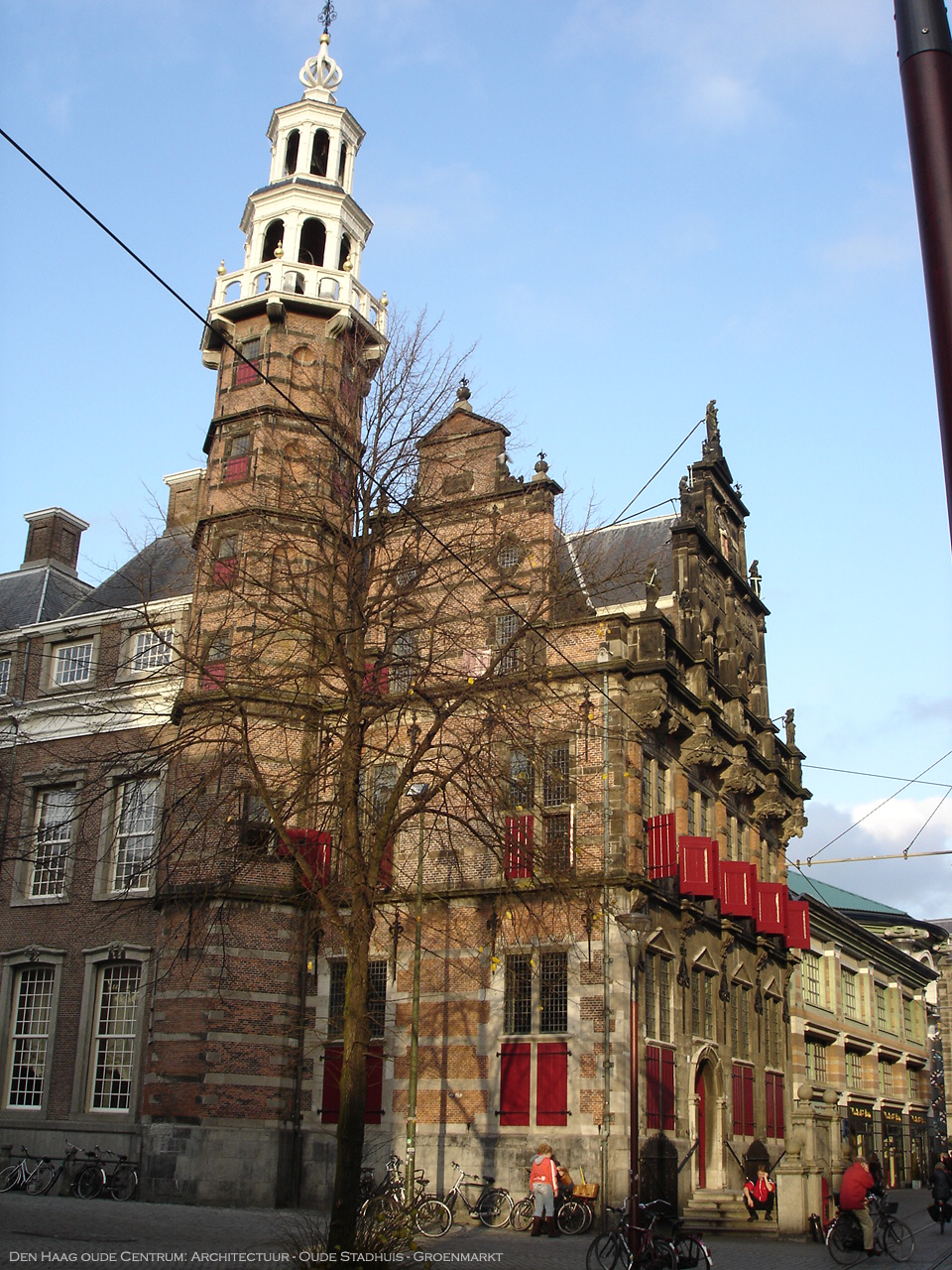
Architectuur - Oude Stadhuis - Groenmarkt
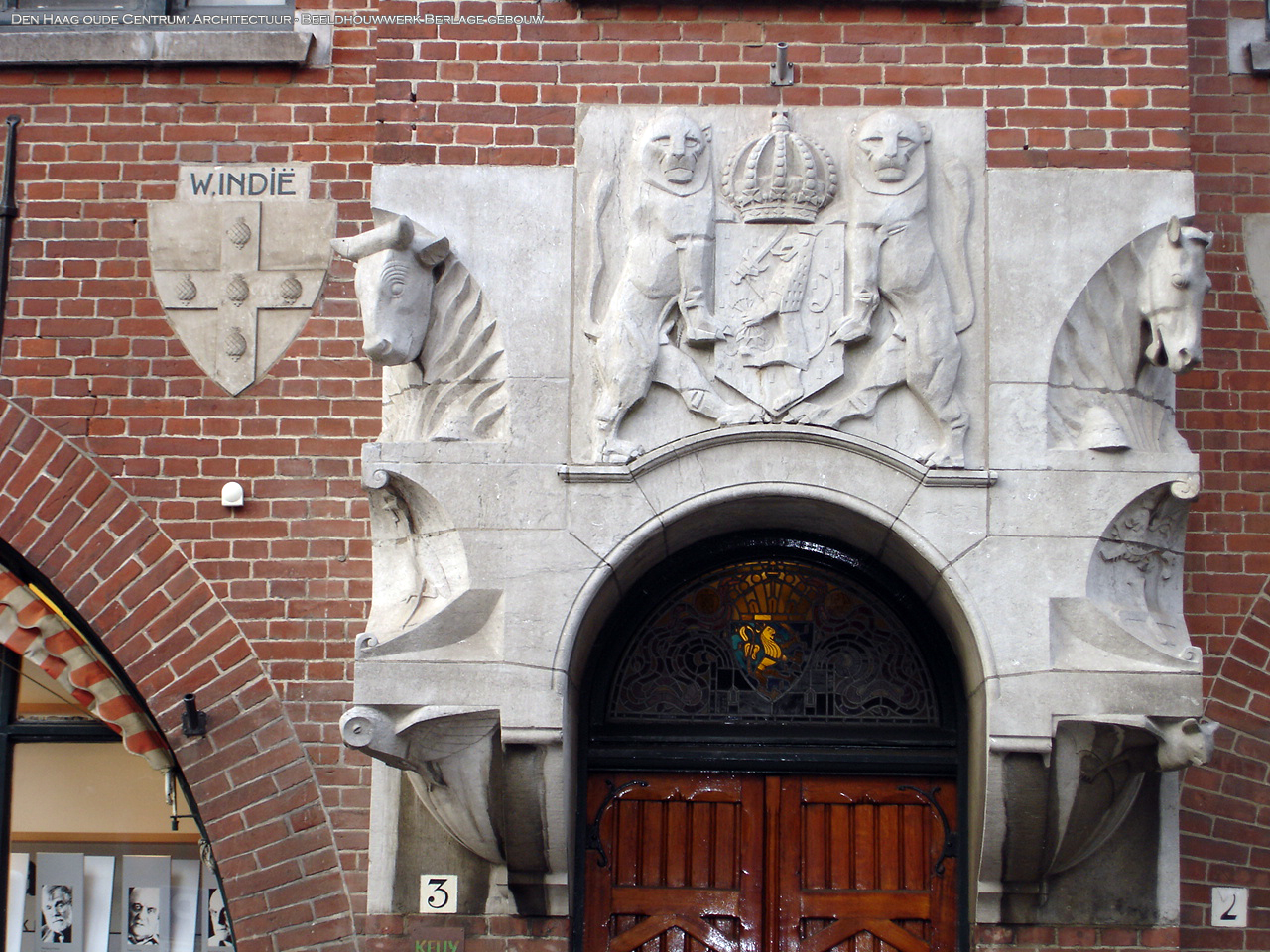
Architectuur - Berlage-gebouw - beeldentableaus
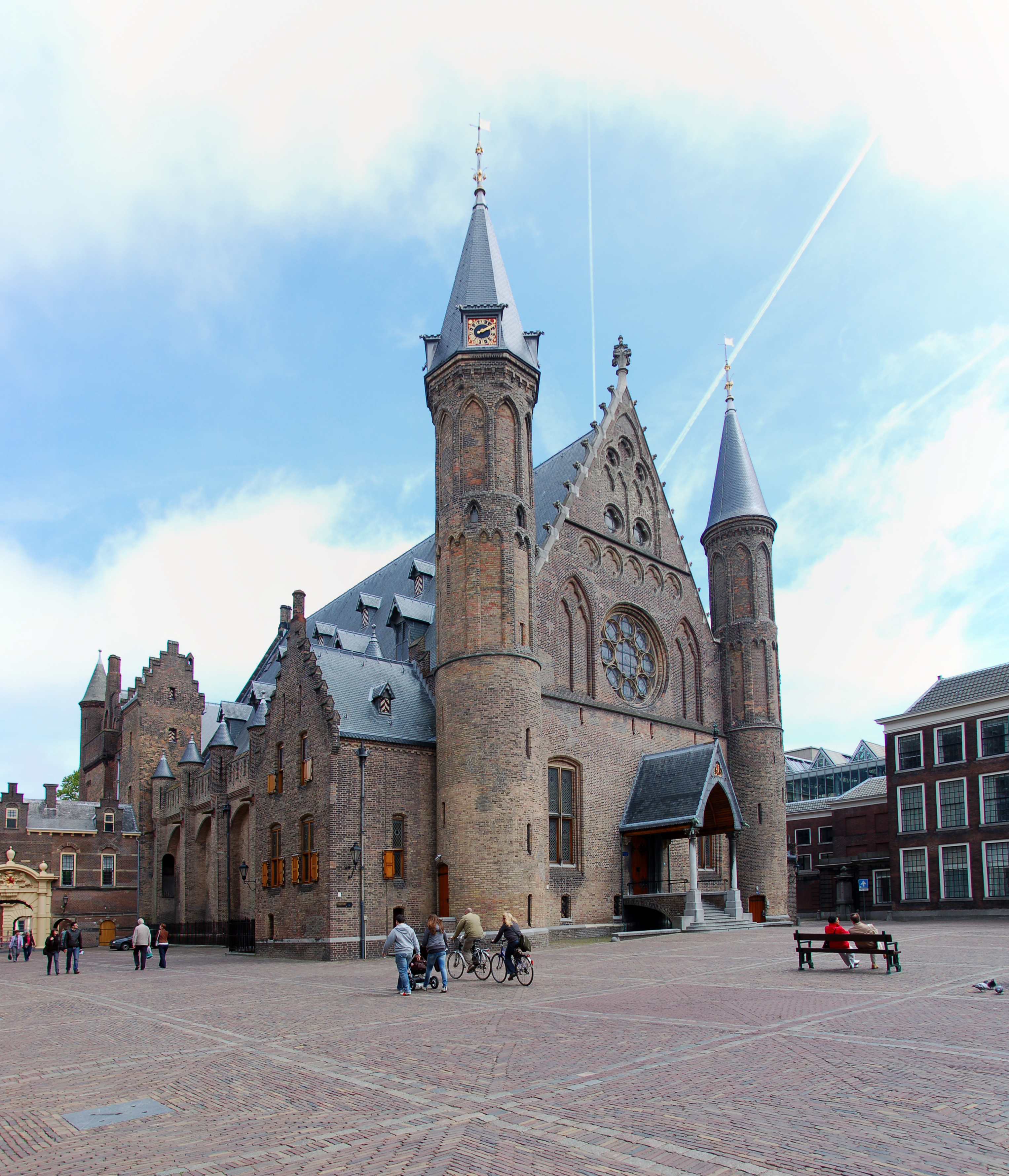
Architectuur - Binnenhof met Grafelijk kasteel, oudste delen uit 13de eeuw
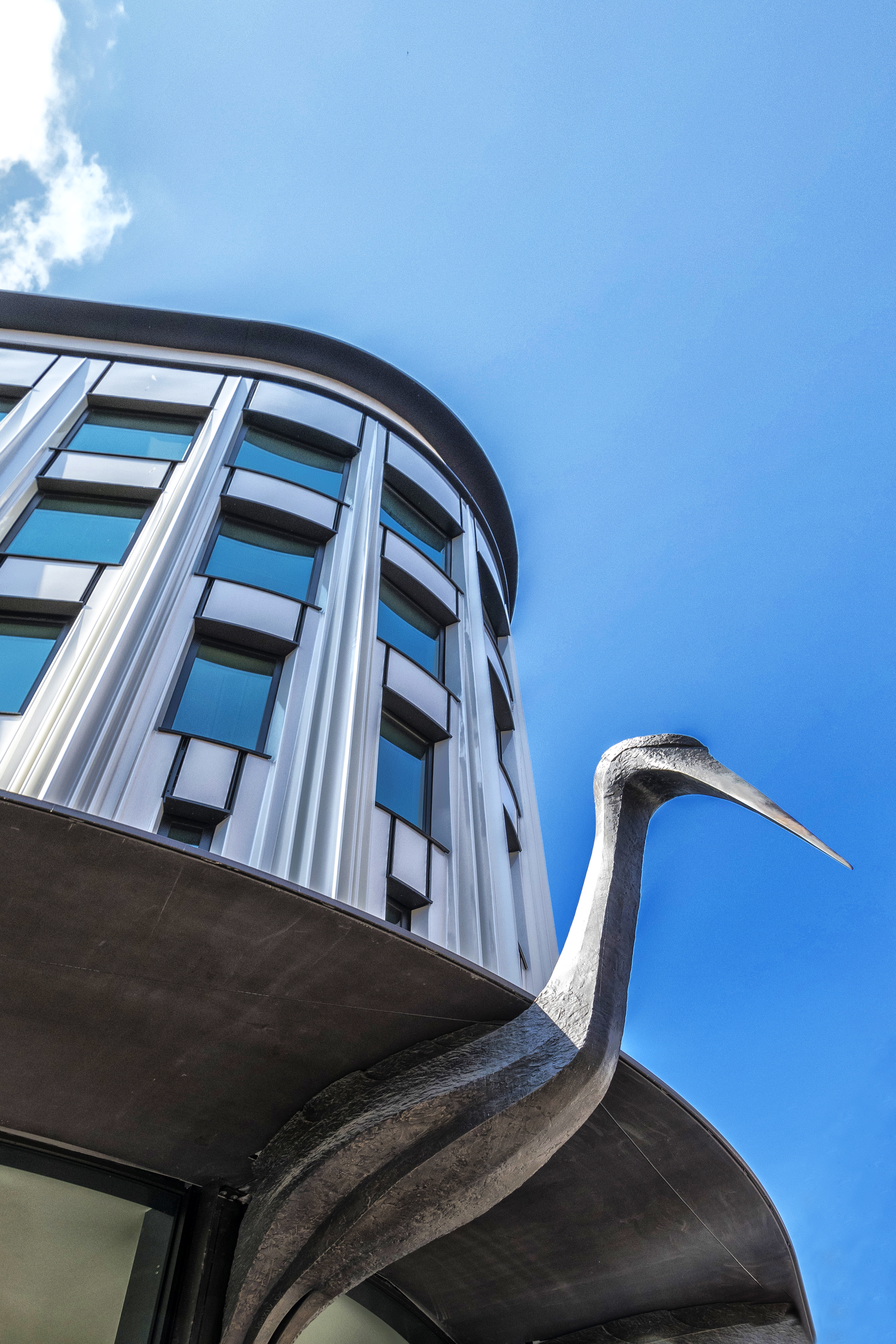
Aan een winkelpand in de Grote Marktstraat hangt de ooievaar: het symbool van Den Haag.

## Winkelmogelijkheden

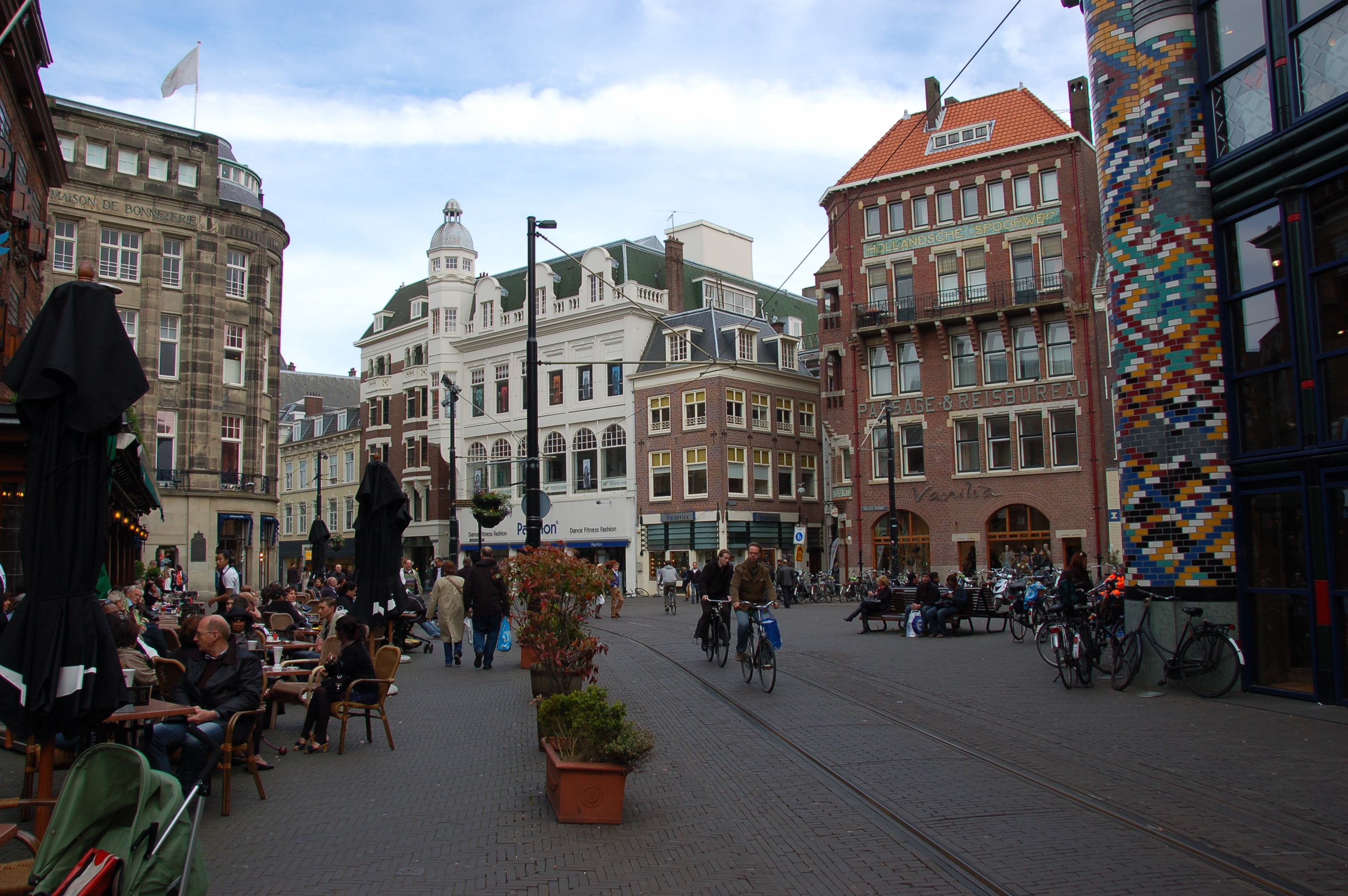
Dagelijkse Groenmarkt.

Den Haag heeft voor Nederlandse begrippen een groot binnenstedelijk winkelcentrum. In gemeentelijke termen is dit een A-locatie.
Traditionele winkelstraten in het begin van de 20e eeuw waren: Spuistraat, Venestraat, Vlamingstraat, Lange en Korte Poten, Herengracht, Hoogstraat, Noordeinde, Plaats en Papestraat. Het winkelbestand werd in die tijd nog gedomineerd door particuliere bedrijven. Deze situatie veranderde snel na de opkomst – rond 1930 – van de Bijenkorf, het Vroom & Dreesmann-concern en C&A. De aanleg van de Grote Marktstraat deed de balans van het aantal winkels meer naar het zuidelijk deel van het oude centrum omslaan. Vanaf de jaren zeventig werden delen van de binnenstad autovrij gemaakt. Het betrof hier vooral de smalle kleine winkelstraten. Na de aanleg van de Haagse tramtunnel werd de Grote Marktstraat autovrij.
Net als in andere steden worden de drukste gebieden van de binnenstad – Grote Marktstraat en Spuistraat – gedomineerd door de (inter)nationale winkelketens die men in alle andere grote en kleine steden kan aantreffen. Unieke winkeltjes vindt men meestal in straten als het Noordeinde, de Plaats, Papestraat, Hoogstraat en de Haagsche Bluf. Typisch Haags is de Markthof, ooit bedoeld als een markt in het centrum voor de kleine ondernemer, maar desondanks een winkelcentrum geworden. De gemeente Den Haag probeert in dit gedeelte van het centrum het bestaande Chinatown te ontwikkelen en te stimuleren.